# Alessia Federici
Alessia Federici (Milano, 19 aprile 2004) è una ginnasta italiana.

## Biografia
Alessia Federici inizia a praticare ginnastica artistica all'età di cinque anni presso la società Pro Patria 1883 di Milano, dopo una gara con la sua società, la sua allenatrice le propone di andare in agonismo, dopo un breve periodo le viene proposto di trasferirsi all'accademia di Milano, sotto la supervisione dei tecnici Tiziana Di Pilato e Paolo Bucci.
A Milano vengono immediatamente notate le doti della Federici, soprattutto la grande espressività di cui è dotata al corpo libero, viene poi inserita nel progetto "Road To Tokyo 2020".

## Carriera

### 2016: ultimo anno da allieva, Serie B, Combs La Ville
Nel 2016 partecipa alla Serie B con la Pro Patria, e contribuisce in modo decisivo alla promozione in Serie A2 della sua squadra. Grazie alle buone prestazione realizzate in tutto l'anno Alessia viene convocata a novembre per partecipare ad un incontro internazionale a Combs La Ville tra le allieve, insieme a Clara Beccalossi e Giulia Cotroneo, la squadra italiana vince l'oro, la Federici si qualifica per le finali a trave e corpo libero, nel primo attrezzo vince la medaglia di bronzo, nel secondo l'oro, oltre ad aver già vinto nell'all-around un bronzo.

### 2017: Serie A2, Campionati Gold, Combs la Ville, Trofeo città di Jesolo
Partecipa alla prima tappa di serie A2, dove è la seconda migliore di giornata all-around, e il miglior esercizio alla trave e al corpo libero, la sua squadra (Pro Patria) arriva quarta.
Viene selezionata per partecipare al Trofeo Città di Jesolo, fa parte della squadra "Italia Youth" che arriva sesta insieme a Camilla Campagnaro, Giulia Cotroneo e Simona Marinelli.
Partecipa alla seconda tappa di serie A2 è la terza migliore di giornata dopo Sara Ricciardi e Clara Colombo, inoltre insieme alle compagne Sophia Campana, Elisa Benedetti, Ilaria Tini, Ania Maria Levi, porta la sua squadra sul secondo gradino del podio.
Partecipa poi alla terza tappa di serie A2, la Pro Patria arriva quarta.
Prende parte ai Campionati italiani Gold, nella squadra junior 1, vince l'oro all-around, l'argento al volteggio dietro a Camilla Campagnaro, l'argento alle parallele dietro a Giulia Cotroneo e davanti a Simona Marinelli, sbaglia alla trave dove finisce in ottava posizione, al corpo libero invece vince la medaglia d'oro.
Partecipa all'ultima tappa di serie A2, è la seconda migliore di giornata dietro a Clara Colombo, la Pro Patria termina in terza posizione.
Partecipa infine all'incontro internazionale a Combs la Ville, questa volta con la squadra junior che oltre a lei comprende Maria Vittoria Cocciolo e Benedetta Ciammarughi, l'Italia vince l'oro, e Alessia Federici vince l'oro individuale con delle routine pulite, entra in finale alle parallele e al corpo libero, nel primo attrezzo sbaglia e finisce sesta, al corpo libero invece svolge un buon esercizio che le permette di aggiudicarsi la medaglia d'oro.

### 2018: Serie A, Trofeo Città di Jesolo, Campionati Gold
Inizia il 2018 partecipando alla Serie A che quest'anno non vedrà la divisione tra A1 e A2, la squadra di Alessia Federici, si posiziona in diciottesima posizione nella prima tappa, e con delle buone prestazioni la Federici si posiziona nona all-around.
Viene poi selezionata per partecipare al Trofeo di Jesolo con la squadra junior sostituendo l'infortunata Alice D'Amato, la squadra che oltre alla Federici comprende Asia D'Amato, Elisa Iorio e Giorgia Villa, si aggiudica la medaglia d'oro precedendo la Russia, inoltre la Federici si classifica quattordicesima nell'all-around, ed ottiene un posto nella finale alla trave che termina in quinta posizione.
Partecipa poi alla seconda tappa di serie A dove compete solo alle parallele.
Prende poi parte ai campionati Gold nella categoria junior 2 (classe 2004), dove si posiziona settima nell'all-around a causa di varie imprecisioni tra parallele e trave, riesce però a entrare in finale al corpo libero dove vince la medaglia d'oro.
Partecipa poi all'ultima tappa di serie A, dove gareggia su tre attrezzi parallele, trave e corpo libero, alla trave svolge un buon esercizio, mentre sbaglia gli altri due. La Pro Patria a fine campionato subisce la retrocessione in Serie B.
Partecipa ai campionati assoluti di Riccione, dove non compete a volteggio e a corpo libero, finisce poi settima in finale a parallele, quinta alla trave, dietro a Martina Maggio, Giorgia Villa, Sara Ricciardi e Giada Grisetti.
Partecipa ad un incontro internazionale a Pieve di Soligo, compete a parallele e trave ed aiuta la squadra italiana a conquistare la medaglia d'oro.
Viene poi convocata insieme ad Asia ed Alice D'Amato, Elisa Iorio e Giorgia Villa, agli europei di Glasgow, la Federici compete solo alla trave, commette una caduta nella serie flick avanti+ salto avanti raccolto, per il resto svolge un bellissimo esercizio, pulito senza ulteriori sbilanciamenti e con delle bellissime linee, infatti i giudici la premiano con 12.300